# Boneshaker
Boneshaker é o quinto álbum de estúdio da banda australiana de hard rock Airbourne. Foi lançado em 25 de outubro de 2019 pela Spinefarm e foi produzido por Dave Cobb.
É o primeiro álbum do Airbourne com o guitarrista rítmico Matt "Harri" Harrison, substituindo o membro original de longa data David Roads, que saiu em 2017.

## Faixas
| N.º            | Título                                             | Duração |  |
| 1.             | "Boneshaker" (Chacoalhador de Ossos)               | 3:30    |  |
| 2.             | "Burnout the Nitro" (Queime o Nitro Até o Fim)     | 3:31    |  |
| 3.             | "This Is Our City" (Esta É Nossa Cidade)           | 3:05    |  |
| 4.             | "Sex to Go" (Sexo para Viagem)                     | 2:34    |  |
| 5.             | "Backseat Boogie" (Boogie do Banco de Trás)        | 3:23    |  |
| 6.             | "Blood in the Water" (Sangue na Água)              | 2:23    |  |
| 7.             | "She Gives Me Hell" (Ela Me Dá o Inferno)          | 2:47    |  |
| 8.             | "Switchblade Angel" (Anjo de Canivete)             | 2:06    |  |
| 9.             | "Weapon of War" (Arma de Guerra)                   | 4:37    |  |
| 10.            | "Rock 'n' Roll for Life" (Rock 'n' Roll Até o Fim) | 2:40    |  |
| Duração total: | Duração total:                                     | 30:36   |  |

## Créditos
- Joel O'Keeffe - vocal, guitarra
- Justin Street - baixo, vocal de apoio
- Matt "Harri" Harrisson - guitarra rítmica, vocal de apoio
- Ryan O'Keeffe - bateria

## Paradas
| Parada (2019)                         | Maior posição |
| ------------------------------------- | ------------- |
| Austrália (ARIA)                      | 14            |
| Áustria (Ö3 Austria Top 40)           | 16            |
| Bélgica (Ultratop Flandres)           | 98            |
| Bélgica (Ultratop Valônia)            | 47            |
| República Tcheca (ČNS IFPI)           | 90            |
| Finlândia (Suomen virallinen lista)   | 18            |
| French Albums (SNEP)                  | 37            |
| Alemanha (Offizielle Deutsche Charts) | 7             |
| Escócia (Official Scottish Albums)    | 11            |
| Spanish Albums (PROMUSICAE)           | 23            |
| Suécia (Sverigetopplistan)            | 21            |
| Suíça (Schweizer Hitparade)           | 7             |
| Reino Unido (Official Albums Chart)   | 39            |